# André Doye
André Doye (Raimbeaucourt, 15 settembre 1924 – Bordeaux, 29 novembre 1981) è stato un calciatore francese, di ruolo attaccante.

## Carriera

### Nazionale
Ha collezionato 7 presenze con la propria Nazionale, nelle quali ha realizzato 5 reti.

## Palmarès

### Club

#### Competizioni nazionali
- Campionato francese: 1

Bordeaux:1949-1950
- Championnat National: 1

Bordeaux: 1953